# Milionia novaebritanniae
Milionia novaebritanniae är en fjärilsart som beskrevs av Rothschild 1926. Milionia novaebritanniae ingår i släktet Milionia och familjen mätare. Inga underarter finns listade i Catalogue of Life.